# Pierre Georges
Pierre Félix Georges, ps. Frédo, Capitaine Henri, „Colonel Fabien” (ur. 21 stycznia 1919 w Paryżu, zm. 27 grudnia 1944 w Habsheim) – oficer Brygad Międzynarodowych, czołowy bojownik francuskiego ruchu oporu, komunista.

## Młodość i Hiszpania
Pochodził z Paryża, w wieku dziewięciu lat stracił matkę. Już w dzieciństwie był zmuszony pójść do pracy, początkowo jako pomocnik piekarza, następnie pracował na kolei i jako monter. Już w wieku czternastu lat, pracując, brał udział w zebraniach komórki Partii Komunistycznej, zaś trzy lata później zgłosił się na ochotnika do Brygad Międzynarodowych. Po ukończeniu szkoły oficerskiej w Albacete został wysłany na front w stopniu porucznika, gdzie został trzykrotnie ranny, a zapadłszy na zapalenie płuc, musiał wracać do Francji w czerwcu 1938. Na nowo został robotnikiem w zakładach Bregueta; został wybrany do władz młodzieżówki partyjnej i ożenił się z Andrée Coudrier.
W listopadzie 1939, na fali aresztowań działaczy komunistycznych, został internowany wraz z małżonką. W czerwcu 1940, w czasie niemieckiej inwazji, zbiegł z miejsca odosobnienia. Dotarł do Marsylii, gdzie działał pod pseudonimem „Fredo” (działał także w Brive i Tuluzie). Następnie wrócił do Paryża, do żony i córki, gdzie powierzono mu formowanie tajnych jednostek wojskowych.

## II wojna światowa
W 1941 został adiutantem Alberta Ouzouliasa ps. „Marc”, dowódcy „Batalionów Młodzieży”, wchodzących w skład komunistycznych podziemnych jednostek wojskowych – OS, a następnie FTP. Zdobył sławę w podziemiu, dokonując 21 sierpnia 1941 udanego zamachu na Alfonsa Mosera, oficera hitlerowskiego, którego zastrzelił na stacji metra Barbès – Rochechouart. Był to pierwszy udany zamach ruchu oporu na znacznego nazistę, który kosztował jednak egzekucje licznych zakładników cywilnych.
6 maca 1942 uciekł z paryskiego aresztu i 8 marca wyjechał do Franche-Comté, gdzie organizował jednostki maquis FTPF pod pseudonimem „Kapitan Henri”. Ciężko ranny w głowę 25 października 1942, został w miesiąc później zatrzymany przez francuską policję i wydany w ręce niemieckie. Przez trzy miesiące był przetrzymywany i torturowany we Fresnes. W tym czasie dwukrotnie próbował popełnić samobójstwo, mimo tortur nie zdradził Gestapo żadnych nowych informacji. Następnie został przewieziony do więzień w Dijon i w Romainville, skąd uciekł w maju 1943. Ukrywał się w Aubervilliers, gdzie dochodził do zdrowia po brutalnym śledztwie. Pod nowym pseudonimem „Pułkownik Fabien” został skierowany w rejon Wogezów, gdzie również tworzył oddziały partyzanckie. Pod koniec roku ma już pod swoim dowództwem 1200 bojowników FTP. Na początku 1944 przeniesiony do Oise, gdzie zajął się szkoleniem lokalnych jednostek FFI – jednolitej organizacji zrzeszającej wszystkie stronnictwa francuskiego ruchu oporu, w tym FTPF (na zasadzie autonomii).
W sierpniu 1944 wrócił do Paryża w przebraniu księdza, gdzie objął dowództwo nad XIII dzielnicą. Jego pięciusetosobowy oddział wziął udział w powstaniu, wsławiając się m.in. zdobyciem Pałacu Luksemburskiego. Po powstaniu zorganizował liczący ok. 3000 ochotników I Pułk FFI, który wszedł w skład 1 Armii Francuskiej. Płk Georges dążył jednak do zachowania dawnego ducha z czasów FTP-FFI.
„Fabien” zginął 27 grudnia 1944, w czasie rozbrajania miny. Niejasne okoliczności wybuchu do dziś rodzą teorie spiskowe.
Pochowany w rodzinnym Paryżu 3 stycznia 1945. Dziesięć dni później z jego podkomendnych odtworzono 151 Pułk Piechoty, którego zastępcą dowódcy został ppłk Henri Tanguy, także bojownik FTPF, komendant Regionu P1 FFI i dowódca powstania paryskiego.

## Życie prywatne
Jego ojciec Félix Georges (ur. 2 lutego 1887) był paryskim piekarzem, matka Blanche Gaillourdet zmarła w 1928. Miał troje rodzeństwa – siostrę Denise oraz braci Daniela (1911–1994) i Jacquesa (1920–2014) – obaj działali w komunistycznym ruchu oporu (Daniel walczył także w Hiszpanii i w bitwie o Francję). 10 sierpnia 1942 Félix i Guillaume Scordia (mąż Denise) zostali rozstrzelani w Mont Valérien, w ramach odwetu za akcje ruchu oporu.
8 lipca 1939 ożenił się z Andrée Coudrier. W listopadzie 1939 została ona internowana za rozprowadzanie ulotek związanych ze zdelegalizowaną w tym okresie PC. Aresztowana przez Niemców 30 listopada 1942 i wywieziona do Ravensbrück. Po wyzwoleniu obozu 30 kwietnia 1945 wróciła do Francji. 10 sierpnia 1940 na świat przyszła Monique, córkę Georges’ów, którą w czasie okupacji opiekowała się zaprzyjaźniona rodzina. W 2009 opublikowała ona książkę pt. „Pułkownik Fabien był moim ojcem”.

## Awanse

### Brygady Międzynarodowe
- porucznik (teniente) – 1937

### Francja
- kapitan (capitaine) – 1942
- pułkownik (colonel) – 1943

## Tytuły
- Poległy za Francję

## W kulturze
W filmie Czy Paryż płonie? rolę „Pułkownika Fabiena” zagrał francuski aktor Serge Rousseau.